# Polyrhachis latispina
Polyrhachis latispina é uma espécie de formiga do gênero Polyrhachis, pertencente à subfamília Formicinae.